# PUMP UP FRIDAY
PUMP UP FRIDAY（パンプ・アップ・フライデー）は、エフエム仙台（Date fm）で2007年4月から2011年6月24日まで毎週金曜7:30 - 11:00に放送されていた朝の生ワイド番組。
番組内の企画として、リスナーから応募されたテーマをもとに、シンガソングライターのHARUが「大丈夫。」という曲を作った。

## 放送時間
毎週金曜　7:30 -11:00

## 出演者

### パーソナリティ
- 片岡晴子、JORI

## 番組コーナー
- Date fm TRAFFIC（7時32分）
- TOYOTA NEWSPEC（7時45分）
- クロノス（TOKYO FM製作）
  - SUZUKI Breakfast News（8時00分）
  - Weather Guide（8時09分）
  - Honda Smile Mission（8時10分）
- Date fm TRAFFIC（8時21分）
- PUMP UP MUSIC #1（8時25分）
- PUMP UP ELEMENT #1（8時37分）
- Date fm TRAFFIC（8時51分）
- Date fm News&Weather（8時55分）
- 井ケ田Pure Green（9時05分）
- PUMP UP ELEMENT #2（9時15分）
- JOYFUL SENDAI（9時45分）
- FUJISAKI Precious Voices（9時55分）
- FM ラジオショッピング（10時10分）
- PUMP UP MUDIC #2（10時15分）
- AROUND THE MIYAGI（10時35分）
- SENDAI STYLISH HOTEL INFORMATION(10時45分）